# Ryō Yoshizawa
Ryō Yoshizawa (吉沢 亮 Yoshizawa Ryō?,  Tokio, Japón, 1 de febrero de 1994) es un actor japonés, conocido por su papel de Ryūsei Sakuta en Kamen Rider Fourze. En 2017, interpretó a Sōgo Okita en la película de acción real de Gintama, mientras que en 2021 a Manjirō Sano en la película de acción real del manga Tokyo Revengers.

## Carrera
A comienzos de 2011, Yoshizawa hizo su debut actoral en la serie Sign, actuando junto a actores como Dori Sakurada y Takuya Uehara. En la segunda mitad de ese año, protagonizó el drama Kingyo Club en el papel de Shō Yanagihashi. En 2012, interpretó a Ryūsei Sakuta en Kamen Rider Fourze, haciendo su debut en el episodio diecisiete. Durante una entrevista para Kamen Rider, Yoshizawa reveló su inspiración detrás de la personalidad disociativa de su personaje y su primera experiencia en doblaje, comparándolo con Light Yagami de Death Note. Yoshizawa también explicó que vio las películas del artista marcial Bruce Lee como fuente de referencias para los movimientos de Sakuta, tales como sus golpes y patadas.

## Filmografía

### Series
| Año  | Título             | Papel                              | Cadena   | Notas                              |
| ---- | ------------------ | ---------------------------------- | -------- | ---------------------------------- |
| 2011 | Sign               | Yuuki Nagi                         | MBS      |                                    |
| 2011 | Kingyo Club        | Sho Yanagihashi                    | NHK      |                                    |
| 2012 | Kamen Rider Fourze | Ryusei Sakuta / Kamen Rider Meteor | TV Asahi | Episodio 17: Arrival of the Meteor |
| 2014 | Lost Days          | Natsu Takano                       | Fuji TV  |                                    |
| 2014 | Water Polo Yankees | Shinsuke Kato                      | Fuji TV  |                                    |
| 2014 | Hell Teacher Nube  | Katsuya Kimura                     | NTV      |                                    |
| 2015 | HEAT               | Kohei Matsuyama                    | Fuji TV  |                                    |
| 2015 | Otona Joshi        | Ryosuke Maekawa                    | Fuji TV  |                                    |
| 2017 | Friends Games      | Yūichi Katakiri                    |          | Principal                          |

### Películas
| Año  | Título                                                         | Papel                            | Notas                                           |
| ---- | -------------------------------------------------------------- | -------------------------------- | ----------------------------------------------- |
| 2011 | Kamen Rider × Kamen Rider Fourze & OOO: Movie War Mega Max     | Ryusei Sakuta/Kamen Rider Meteor | Acreditado como "Estudiante misterioso" (cameo) |
| 2012 | Kamen Rider × Super Sentai: Super Hero Taisen                  | Ryusei Sakuta/Kamen Rider Meteor |                                                 |
| 2012 | Kamen Rider Fourze the Movie: Space, Here We Come!             | Ryusei Sakuta/Kamen Rider Meteor |                                                 |
| 2012 | Toei Hero Next 2: The Future I'm Executing                     |                                  |                                                 |
| 2012 | Kamen Rider × Kamen Rider Wizard & Fourze: Movie War Ultimatum | Ryusei Sakuta/Kamen Rider Meteor |                                                 |
| 2013 | Danshi Kōkōsei no Nichijō                                      | Hidenori Tabata                  |                                                 |
| 2013 | The Liar and His Lover                                         | Yuichi Kimijima                  |                                                 |
| 2014 | Ao Haru Ride                                                   | Aya Kominato                     |                                                 |
| 2016 | Ōkami Shōjo to Kuro Ōji                                        | Yuu Kusakabe                     |                                                 |
| 2017 | Gintama                                                        | Sougo Okita                      |                                                 |
| 2017 | Friends Games                                                  | Yūichi Katakiri                  | Principal                                       |
| 2017 | Saiki Kusuo no Psi-nan                                         | Shun Kaidō                       |                                                 |
| 2018 | River's Edge                                                   | Ichiro Yamada                    |                                                 |
| 2018 | Anoko no Toriko                                                | Yori                             | Principal                                       |
| 2018 | Evil and the Mask                                              |                                  |                                                 |
| 2018 | Marmalade Boy                                                  | Yuu Matsuura                     | Principal                                       |
| 2018 | Bleach                                                         | Uryū Ishida                      |                                                 |
| 2021 | Tokyo Revengers                                                | Manjiro Sano                     | Principal                                       |
| 2023 | Tokyo Revengers Bloody Halloween - Destiny (Parte 1)           | Manjiro Sano                     | Principal                                       |
| 2023 | Tokyo Revengers Bloody Halloween - Decisive Battle (Parte 2)   | Manjiro Sano                     | Principal                                       |